# Yamazaki Vanilla
Yamazaki Vanilla (山崎 バニラ Yamazaki Banira,  real name Yamazaki Masami (山崎 雅美 Yamazaki Masami)) là một katsudō-benshi, seiyū, nữ diễn viên, biên đạo múa và một tarento sinh ngày 15 tháng 1 năm 1978 ở Sendai, Miyagi, Nhật Bản và lớn lên ở Ōta, Tokyo.